# Cyanophycin
Cyanophycin bzw. Cyanophycingranaprotein (CGP) ist ein Biopolymer, das in einer Reihe von Cyanobakterien und Bakterien als Stickstoffspeichermolekül gebildet und in die Zelle eingelagert wird. Es wurde 1887 durch Antonino Borzì entdeckt und besteht zu gleichen Anteilen aus den Aminosäuren L-Asparaginsäure und L-Arginin. Eine Nutzung dieses Polymers besteht bislang nicht, ist jedoch aufgrund der dem Polyacrylat sehr ähnlichen Eigenschaften denkbar.

## Physiologie
Cyanophycin wird von einer Reihe von Cyanobakterien und einigen Bakterien (z. B. Acinetobacter calcoaceticus) als Speicherstoff gebildet. Es speichert vor allem Stickstoff und Kohlenstoff und wird insbesondere beim Übergang des exponentiellen Bakterienwachstums zum stationären, also zum Zeitpunkt der Ressourcenverknappung im Substrat, gebildet.

## Eigenschaften und Synthese
Cyanophycin wird von verschiedenen Arten der Cyanobakterien gebildet und kann bei diesen einen Anteil von bis zu 18 Prozent der Zelltrockenmasse erreichen. Das Polymer erreicht eine molare Masse von bis zu 125.000 g·mol−1 und besteht aus einer Kette von sich wiederholenden Monomeren der L-Asparaginsäure, die über ihre freien β-Carboxygruppen mit der α-Aminogruppe jeweils eines Moleküls L-Arginin verknüpft sind. Daneben existieren Variationen in der Aminosäurezusammensetzung.
Die Bildung des Polymers erfolgt unabhängig von den Ribosomen der Zelle durch das Enzym Cyanophycin-Synthetase, das aus zwei identischen Untereinheiten von jeweils 90 bis 130 kDa besteht. Das Enzym braucht als Startpolymer einen Baustein aus mindestens drei Monomeren und knüpft unter Energieaufwendung durch die Spaltung von jeweils einem Molekül Adenosintriphosphat (ATP) an diese Kette alternierend die beiden Aminosäuren an. Das Polymer wird am reaktiven Ende erst phosphoryliert und der Phosphatrest anschließend durch die Aminosäure substituiert. Beeinflusst wird die Aktivität des Enzyms durch die Konzentration von Mg2+ und Kaliumchlorid.

## Forschung und Produktion
Bislang besteht keine großtechnische Produktion des Biopolymers. Cyanobakterien eignen sich aus verschiedenen Gründen nicht für großtechnische Ansätze, da sie zum einen sehr schwierig zu haltende Anforderungen an das Substrat haben und zum anderen nur geringe Ausbeuten des Polymers liefern können. Alternativen stellen die wenigen Bakterien dar, die in der Lage sind, Cyanophycin zu bilden, vor allem Acinetobacter calcoaceticus. Ein Stamm dieses Bakteriums akkumuliert das Polymer mit Anteilen bis 40 % an der Zelltrockenmasse. Zudem können die zur Bildung der Cyanophycin-Synthetase notwendigen cphA-Gene in industriell relevanten Bakterien exprimiert werden, vor allem in Escherichia coli, Corynebacterium glutamicum, Cupriavidus necator und Pseudomonas putida. Diese wurden durch ein Metabolic Engineering zu einer optimierten Cyanophycin-Produktion gebracht. Auch erste Verfahren zur Isolierung von Cyanophycin im technischen Maßstab wurden entwickelt.
Einen weiteren Ansatz zur Produktion von Cyanophycin stellt die Nutzung der Grünen Gentechnik dar, die angewendet werden soll, um Cyanophycin in höheren Pflanzen zu bilden und so verfügbar zu machen. In einem vom Bundesministerium für Ernährung, Landwirtschaft und Verbraucherschutz (BMELV) geförderten Projekt wurde bsp. die Cyanophycin-Kartoffel entwickelt. In die Kartoffel wurde ein Gen des Cyanobakteriums Thermosynechococcus elongatus eingebaut, durch das die Pflanze in der Lage ist, eine Cyanophycin-Synthetase und damit aus den Aminosäuren Aspartat und Arginin Cyanophycinzu bilden. In weiteren Projekten des Bundesministeriums für Bildung und Forschung (BMBF) wurden Auswirkungen von Freilandversuchen der Kartoffel untersucht.

## Abbau
Bislang sind nur wenige Untersuchungen zum biologischen Abbau von Cyanophycin durchgeführt worden. Alexander Steinbüchel konnte im Rahmen seiner Forschungen zahlreiche Gram-negative sowie Gram-positive Bakterienstämme identifizieren, die das Polymer abbauen. Außerdem identifizierte und isolierte er einzelne fakultativ und strikt (obligat) anaerobe Bakterien, die in der Lage sind, Cyanophycin als alleinige Kohlenstoff- und Stickstoffquelle zu nutzen.

## Belege
1. ↑  Dieser Stoff wurde in Bezug auf seine Gefährlichkeit entweder noch nicht eingestuft oder eine verlässliche und zitierfähige Quelle hierzu wurde noch nicht gefunden.
2. ↑  R.D. Simon: Cyanophycin Granules from the Blue-Green Alga Anabaena cylindrica: A Reserve Material Consisting of Copolymers of Aspartic Acid and Arginine. In: Proc Natl Acad Sci U S A. 68. Jahrgang, Nr. 2, 1971, S. 265–267, PMID 16591901.
3. ↑  Alexander Steinbüchel: Cyanophycin – Biosynthese und Aufbau (Memento vom 10. Februar 2015 im Internet Archive). Westfälische Wilhelms-Universität Münster.
4. ↑  Cyanophycin-Kartoffel: Kunststoff aus der Knolle. biosicherheit.de, 4. März 2009.